# 前景化
前景化（英語：foregrounding，發音：/'for,graʊndɪŋ/），也称凸写，与背景（background）,自动化（automation）和常规（convention）相对应。是文体学中常见的一个术语，即关键的主题在行文时列为第一顺位，使读者能立刻知道文章主旨，藉由这样的手法预示情节的发展。前景化是一种强调文本的技巧，使观看某些文字的意象本身具有了特殊的价值。在场景进展与发生的过程中，透过叙事技巧将某些动作主题（如：利用观众的凝视来定格一些焦点或孤立的特写）来突显叙事进行中的特殊场景，令观众深入了解，并得到身临其境的感觉。在绘画方面，指的是画家将他要表现的艺术形象从其他人或物中凸现出来以吸引观者的注意，从而达到画家所期望的某种艺术效果，其他的人或物则构成背景。一般而言，一幅有代表性的绘画作品并不只是简单地重现了观者感受到的视觉冲击物，它的艺术性在于画家怎样打破「摄像般的精确」或者说怎样避免了简单地「复制自然」。在绘画中，具有艺术价值的作品一般偏离照片的准确性和仅对自然的抄袭，这也构成一种前景化的效果。换句话说，艺术上的偏离是从背景上突出的。
在文体分析中，“它是指一种具有文學、藝術價值的东西的前景化，或从背景中突出的技巧。被突出的特征是语言上的偏离，而背景使人们一直接受的语言系统。语言可看做必须遵守的一套规则，而【突出】是违反这套规则，是出于艺术目的的偏离”。